# Станіслав Дец

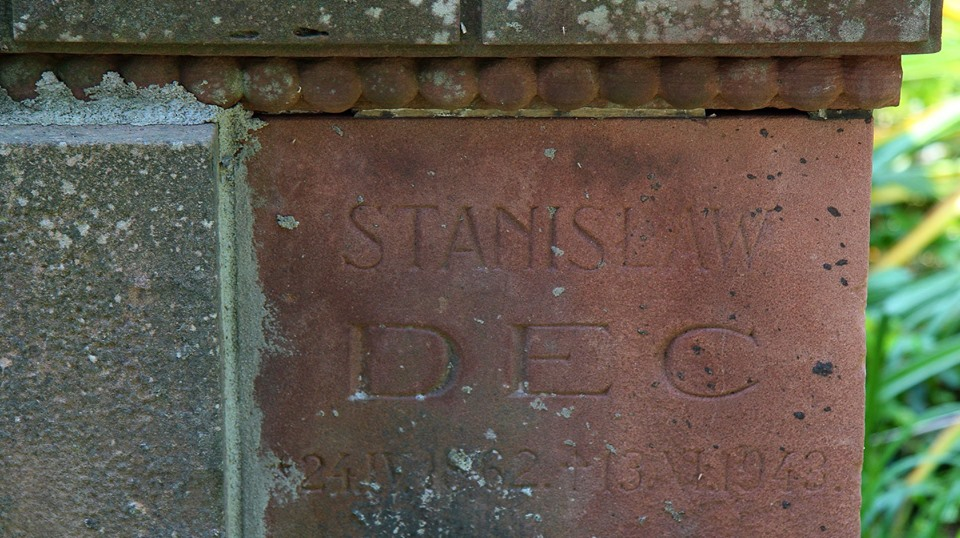
Фрагмент нагробка на могилі Вікторії та Станіслава Деців. Личаківський цвинтар.

Станіслав Дец (пол. Stanisław Dec; нар. 24 квітня 1862, Львів — 13 червня 1943) — польський та український архітектор, скульптор.

## Біографія
Народився 24 квітня 1862 року у Львові (тепер Україна). У 1892—1895 роках навчався у Львівській художньо-промисловій школі та політехнічному інституті.
Помер 13 червня 1943 року. Похований у Львові на Личаківському цвинтарі (поле № 75).

## Споруди
На початку XX століття працював переважно у формах модерну і неоготики. Споруджував і оздоблював декоративними рельєфами житлові прибуткові будинки у Львові:
у стилі неоренесансу
- власний дім на вулиці Союзу Українок, № 16 (раніше — вулиця Пястів; 1899—1900);
- вілла Болеслава і Катажини Вєчинських на вулиці Мауриція Мохнацького, № 17 (1900); не збереглася;

у стилі історизму
- вілла Юрія та Мальвіни Булгаринів на вулиці Кордецького, № 31), спільно з Каспаром Юліяном Драневичем (1900—1901);

у стилі сецесії
- власні прибуткові будинки:
  - на вулиці Пелчинській, № 7 (1905);
  - на вулиці святого Яцека, № 8 (1907);
- кам'яницю на вулиці Леона Сапеги, № 16 (1909);

у дусі модерністичної стилізації готики
- будинок на вулиці Мауриція Мохнацького, № 22 (1910);
- два власні прибуткові будинки на вулиці Пелчинській, № 31–33 (1913).